# Polokwane
Polokwane (antiga Pietersburg) és una ciutat, capital de la província de Limpopo a Sud-àfrica.
El voortrekkers dirigits per Louis Trichardt van arribar de Zoutpansbergdorp a uns cent km al nord-oest, devers el 1836 o el 1837. Part dels colons eren del grup liderat per Andries Hendrik Potgieter, que va prometre unir-se a Trichardt més tard. Trichardt va negociar amb els caps dels venda, Rasetuu Ramabulana i Mashau. Rambulana va cedir als colons un tros de terra al peu del munt Zoutpansberg el 1837 en agraïment perquè l'havia ajudat a destronar al seu germà Ramavaaga, el que va portar Ramabulana a la direcció suprema dels nzelele. El 1838 Trichardt va anar a la badia Delagoa on va morir de malària als 55 anys. Fins al 1848 Potgieter no va arribar a Zoutpansbergdorp, però després de la seva arribada la ciutat va prosperar.
Vers el 1851 hi havia 200 habitants. Al morir Potgieter (1852) el nom fou canviat (1855) a Schoemansdal, del nom del seu successor Stefanus Schoeman. El 1860 Zoutpansbergdorp (precedent de Pieterburg/Polokwane) va ser un dels districtes que van passar a formar part de la República Sud-africana de Transvaal. La ciutat va existir del 1848 al 1867, però va decaure pels atacs dels vendes dirigits pel cap Makhado (1840-1895, al poder des de 1864) fins que fou evacuada el 15 de juliol de 1867, restant només alguns grangers sota la direcció de Joao Albassini. Els emigrants es van establir a una ciutat que després es va anomenar Pietersburg (1886) en honor del voortrekker Petrus Jacobus Joubert. Durant la guerra bòer els britànics (1899-1902) hi van establir un camp de concentració que va arribar a allotjar quatre mil bòers.
Va ser declarada ciutat el 23 d'abril de 1992. El seu nom modern li fou donat el 2002, un nom sotho que vol dir «lloc segur» i adoptat formalment l'11 de juny de 2003. La població de la municipalitat és de 302.957 habitants (2001)